# Contea di Uppsala
La contea di Uppsala o Uppsala län è una delle contee o län della Svezia situata nella parte settentrionale del paese.
Confina con le contee di Stoccolma, Södermanland, Västmanland, Gävleborg e con il mar Baltico.

## Comuni
|  | - Älvkarleby - Tierp - Östhammar - Uppsala - Enköping - Heby - Håbo - Knivsta |